# Максимович Олександр Володимирович
Олександр Володимирович Максимович (нар 7 квітня 1978, м. Глухів (нині — Шосткинського району), Сумська область, Українська РСР, СРСР — пом.. 12 березня 2022, в Чернігівській області, біля села Грабівка Куликовського району) — український військовий, старший прапорщик 16-го окремого мотопіхотного батальйону «Полтава» 58-мої окремої мотопіхотної бригади імені гетьмана Івана Виговського Збройних Сил України, що трагічно загинув під час російського вторгнення в Україну в лютому-березні 2022 року.

## Життєпис
Олександр Максимович народився і жив у Глухові (нині — Шосткинського району) на Сумщині. Служив у 16-му окремому мотопіхотному батальйоні «Полтава» (у складі 58-мої окремої мотопіхотної бригади імені гетьмана Івана Виговського командиром відділення 1-го мінометного взводу 2-ї мінометної батареї.
12 березня 2022 року у ході російського вторгнення в Україну у боях на підступах до Києва отримав смертельне поранення від якого помер на місці. Автомобіль ГАЗ-66, яким під час виконання завдання керував Олександр Максимович, підірвався на протитанковій міні.
Місце загибелі

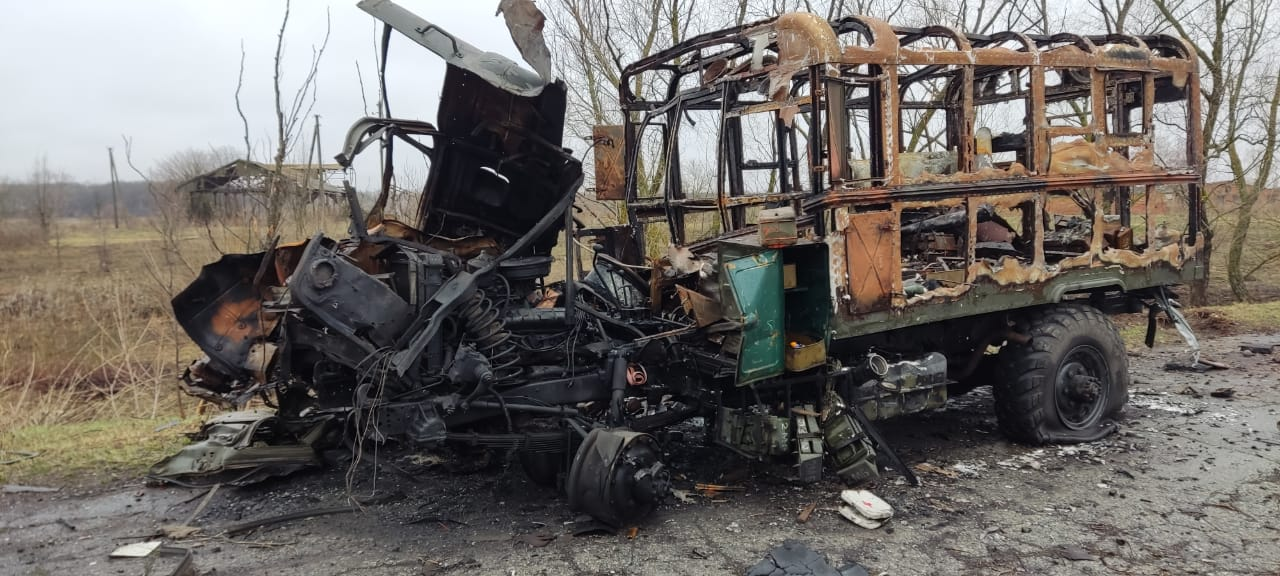
Газ-66, у якому загинув Олександр

Поховали Олександра Максимовича 14 березня 2022 року у рідному Глухові на Веригинському кладовищі з усіма воїнськими почестями..

## Нагороди та вшанування
За особисту мужність і героїзм, виявлені у захисті державного суверенітету та територіальної цілісності України, вірність військовій присязі нагороджений
- орденом «За мужність» III ступеня (25.04.2024, посмертно)[5]